# Australisk strandskata
Australisk strandskata (Haematopus longirostris) är en fågel i familjen strandskator inom ordningen vadarfåglar.

## Utseende
Australisk strandskata är en 48–51 cm lång svartvit vadarfågel, mycket lik övriga brokiga strandskator med lång röd näbb och röda ben. Arteget är att det vita på övergumpen endast når upp till nedre delen av ryggen och är där tvärt avskuret. Vidare har den vit skulderfläck, rött öga med röd ögonring och rätt breda vingar kort vingband som inte når vingens bakkant, mörka vingpennor och mörka undre handtäckare.

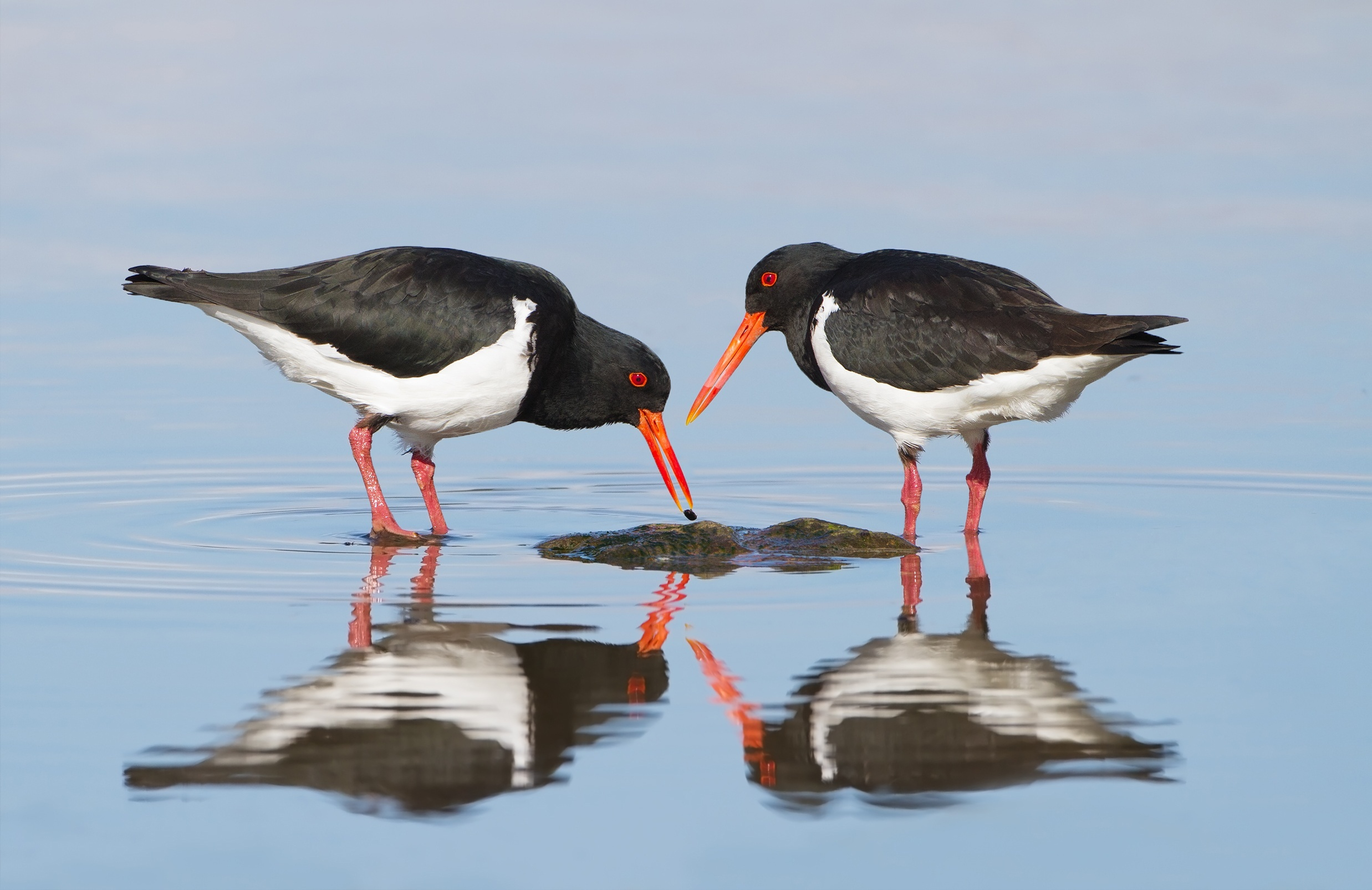

Liknande sydöstrandskatan i Nya Zeeland (som tidigare behandlades som underart, se nedan) är något mindre och det vita på övergumpen sträcker sig långt upp på ryggen och avslutas där i en spets. Vidare formar helvita större täckare ett längre vingband. Den kan också uppvisa vitt på inre delen av handpennorna.

## Utbredning och systematik
Fågeln förekommer vid kusten i Australien, på Tasmanien och i Aruöarna och Kaiöarna. Den ses även på södra Nya Guinea, men är troligen endast icke-häckande besökare där. Den behandlas som monotypisk, det vill säga att den inte delas in i några underarter. Sydöstrandskatan (Haematopus finschi) i Nya Zeeland har tidigare behandlats som underart till australisk strandskata. Å andra sidan har australisk strandskata själv inkluderats som underart till strandskatan (H: ostralegus). Hybridisering har noterats mellan australisk strandskata och sotstrandskata (H. fuliginosus).

## Levnadssätt
Australisk strandskata häckar i saltvattensvåtmarker, på sand- och klapperstensstränder, i låga sanddyner och i betesmarker, mellan maj och augusti i norra delen av utbredningsområdet, i syd augusti–januari. Födan består av havsborstmaskar, musslor och snäckor som Paphes striata och Anapella cycladea.

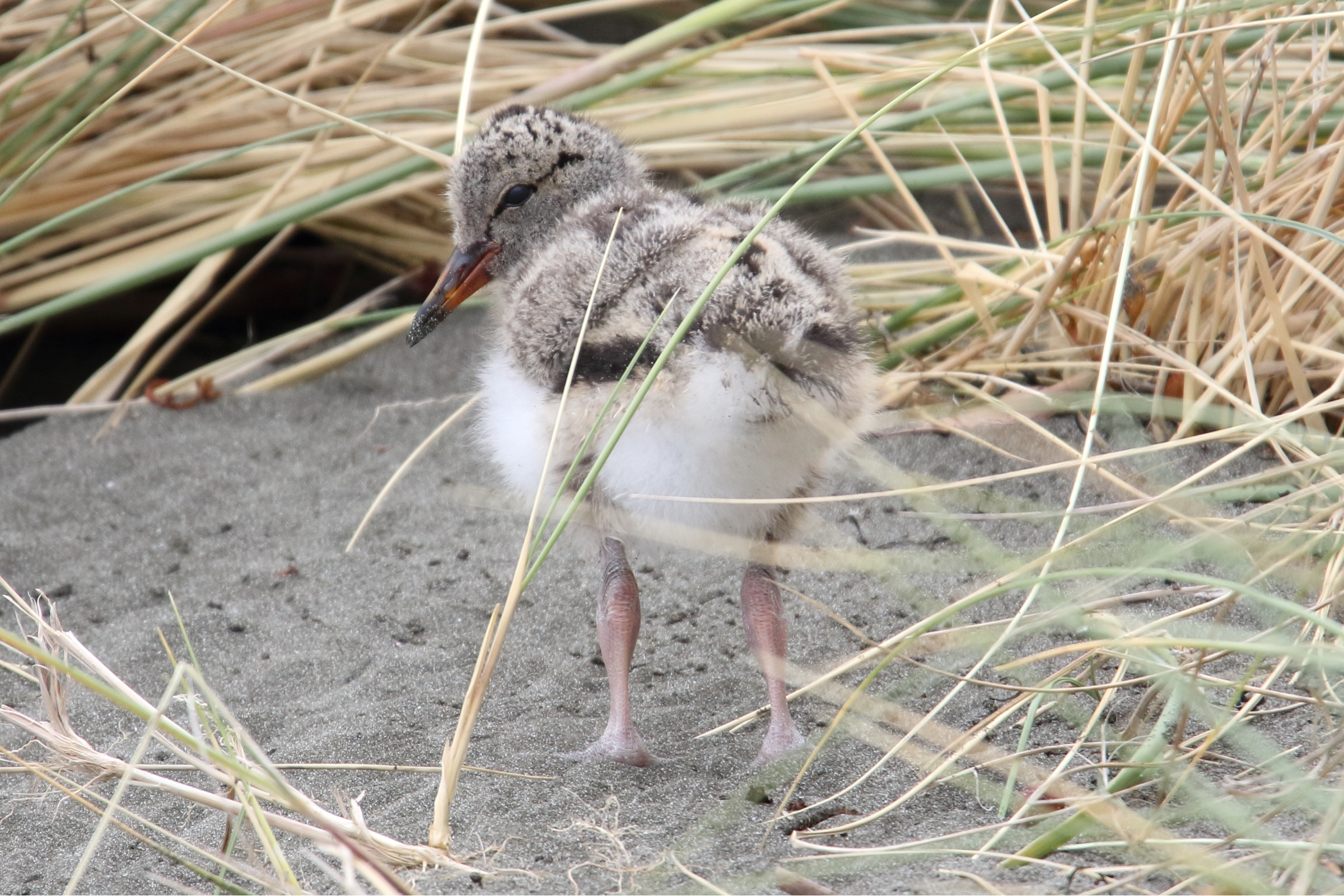
Unge australisk strandskata.

## Status och hot
Arten har ett stort utbredningsområde, men populationstrenden är osäker. Enligt internationella naturvårdsunionen IUCN anses den dock inte hotad utan kategoriseras som livskraftig.